# Lijst van voetbalinterlands Canada - Ivoorkust (vrouwen)
Deze lijst van voetbalinterlands is een overzicht van alle officiële voetbalinterlands tussen de nationale vrouwenteams van Canada en Ivoorkust. De landen hebben tot nu toe één keer tegen elkaar gespeeld.

## Wedstrijden
| № | Plaats | Datum        | Competitie                              | Wedstrijd          | Uitslag |
| - | ------ | ------------ | --------------------------------------- | ------------------ | ------- |
| 1 | Foshan | 10 juni 1993 | FIFA Women's Invitation Tournament 1988 | Canada − Ivoorkust | 6 − 0   |

## Samenvatting
| Competitie                         | Totaal gespeeld | Winst Canada | Gelijk | Winst Ivoorkust | Doelsaldo Canada – Ivoorkust |
| ---------------------------------- | --------------- | ------------ | ------ | --------------- | ---------------------------- |
| FIFA Women's Invitation Tournament | 1               | 1            | 0      | 0               | 6 − 0                        |
| Totaal                             | 1               | 1            | 0      | 0               | 6 − 0                        |

CSA · A-internationals · Canadees mannenelftal
1986 – 1989 · 1990 – 1999 · 2000 – 2009 · 2010 – 2019 · 2020 – 2029
Argentinië ·
Australië ·
België ·
Brazilië ·
Chili ·
China ·
Colombia ·
Costa Rica ·
Cuba ·
Denemarken ·
Duitsland ·
Ecuador ·
El Salvador ·
Engeland ·
Finland ·
Frankrijk ·
Ghana ·
Griekenland ·
Guatemala ·
Guyana ·
Haïti ·
Hongarije ·
Hongkong ·
Ierland ·
IJsland ·
Italië ·
Ivoorkust ·
Jamaica ·
Japan ·
Kameroen ·
Marokko ·
Mexico ·
Nederland ·
Nieuw-Zeeland ·
Nigeria ·
Noord-Korea ·
Noorwegen ·
Panama ·
Paraguay ·
Polen ·
Portugal ·
Puerto Rico ·
Rusland ·
Saint Kitts en Nevis ·
Schotland ·
Singapore ·
Sovjet-Unie ·
Spanje ·
Taiwan ·
Trinidad en Tobago ·
Tsjechië ·
Uruguay ·
Verenigde Staten ·
Wales ·
Zimbabwe ·
Zuid-Afrika ·
Zuid-Korea ·
Zweden ·
Zwitserland